# Щербаковка (приток Боевки)
Щербаковка — река в России, протекает по Челябинской области; в нижнем течении — вдоль административной границы со Свердловской областью. Устье реки находится в 15 км по правому берегу реки Боевка у Шабурово. Длина реки составляет 31 км.

## Данные водного реестра
По данным государственного водного реестра России относится к Иртышскому бассейновому округу, водохозяйственный участок реки — Исеть от города Екатеринбург до впадения реки Теча, речной подбассейн реки — Тобол. Речной бассейн реки — Иртыш.
Код объекта в государственном водном реестре — 14010500612111200003048.

## Населённые пункты
- Щербаковка